# 19826 Patwalker
19826 Patwalker è un asteroide della fascia principale. Scoperto nel 2000, presenta un'orbita caratterizzata da un semiasse maggiore pari a 3,0786787 UA e da un'eccentricità di 0,0673864, inclinata di 2,81726° rispetto all'eclittica.